# Hendrik Haverman
Hendrik Johannes Haverman (Amsterdam, 23 oktober 1857 - Den Haag, 11 augustus 1928) was een Nederlands schilder.

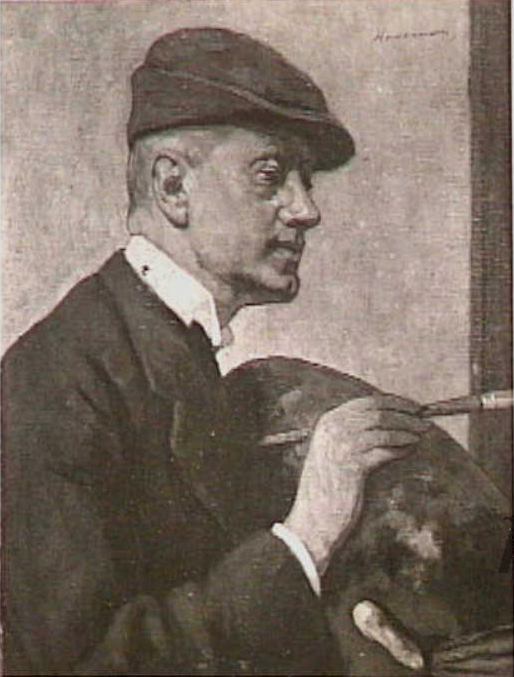
Zelfportret, Stedelijk Museum, Amsterdam

Hendrik Haverman studeerde aan de Rijksakademie van beeldende kunsten te Amsterdam en aan de kunstacademies van Antwerpen en Brussel. Hij was een leerling van August Allebé en Hendrik Valkenburg. Hij werkte onder meer in Amsterdam, Diepenveen en Den Haag. Haverman was leermeester van Edmée Broers, Meta Cohen Gosschalk, Maria Adeline Alice Schweistal en Pauline Suij. Haverman had een breed oeuvre: hij schilderde onder meer portretten, landschappen en stadsgezichten.

Voor 1892 kreeg hij een Koninklijke Subsidie toegekend.
In de laatste door Nicolaas Beets gecorrigeerde druk van de Camera Obscura uit 1901 is een portret van de schrijver opgenomen, vervaardigd door Hendrik Haverman.
Daarnaast was Haverman ook kunstcriticus en schreef diverse artikelen in De Gids.
In 1918 was er een eretentoonstelling van werken van Hendrik Haverman in de zalen van het genootschap Pulchri Studio te Den Haag. In februari 2008 opende in Pygmalion Beeldende Kunst te Maarssen de tentoonstelling De Tachtiger-schilder H.J. Haverman (1857-1928) & tijdgenoten, de eerste tentoonstelling na zijn overlijden in 1928.

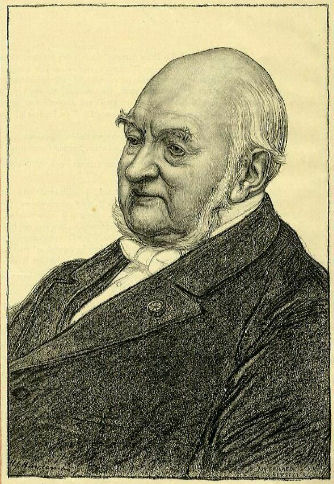
Portret van Nicolaas Beets, 1896
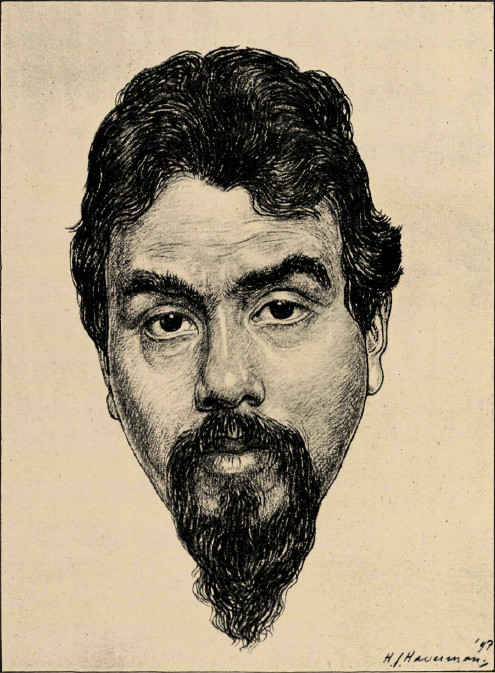
Portret van Jan Toorop, 1897
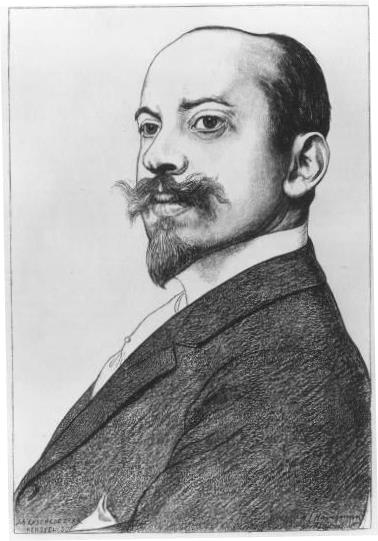
Portret van Louis Couperus, 1897
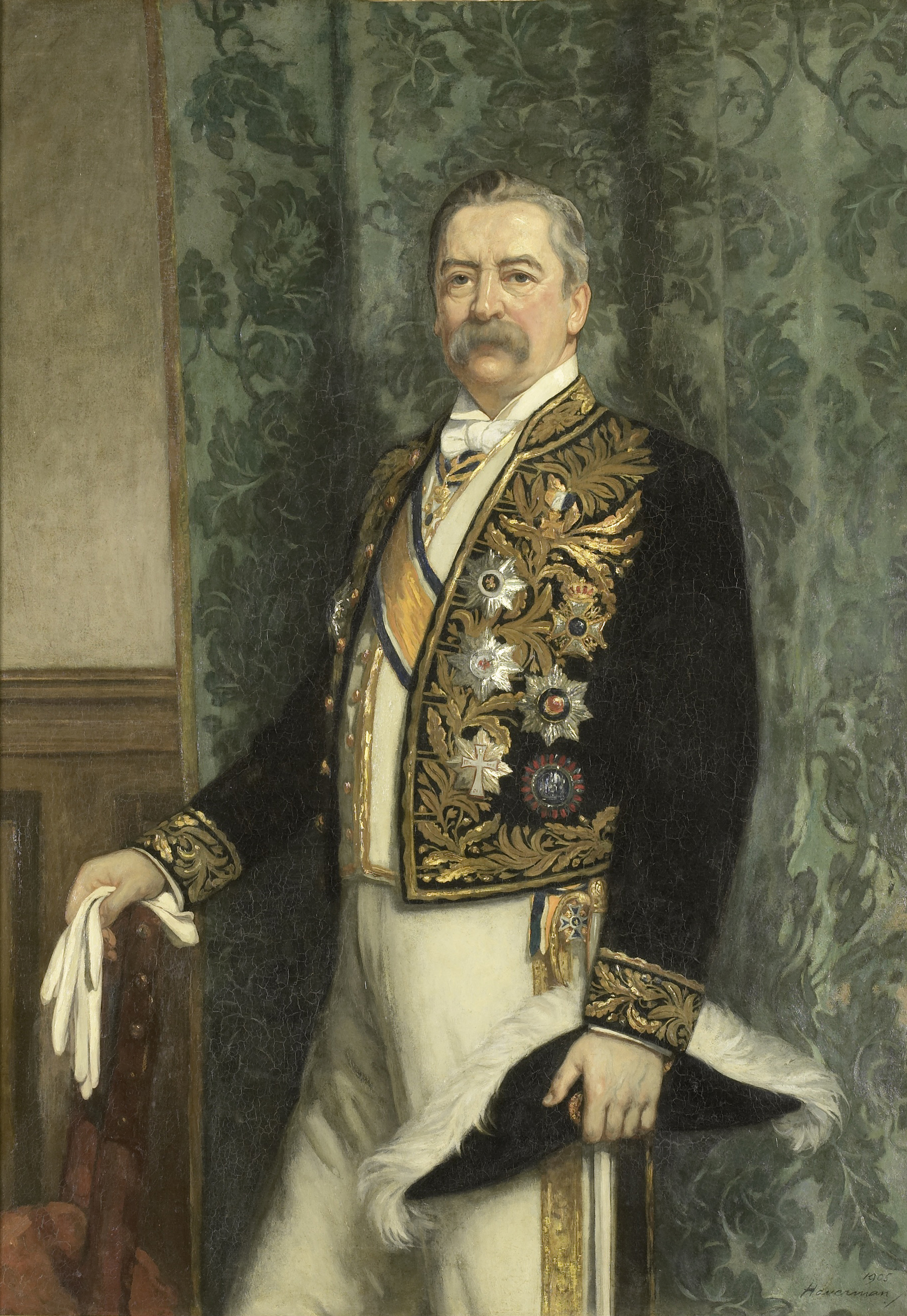
Portret van Gouverneur-generaal Willem Rooseboom, 1905, Rijksmuseum, Amsterdam
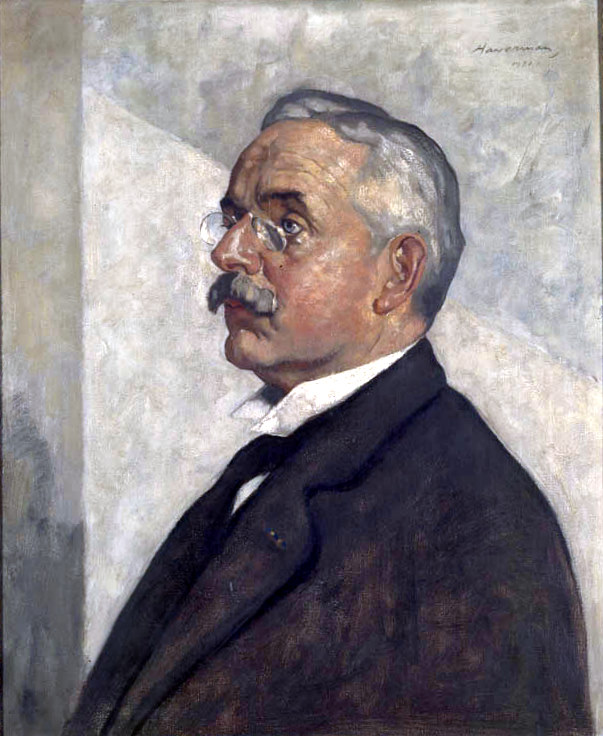
Portret van Friedrich Went, 1921, Universiteitsmuseum, Utrecht

## Bibliografie

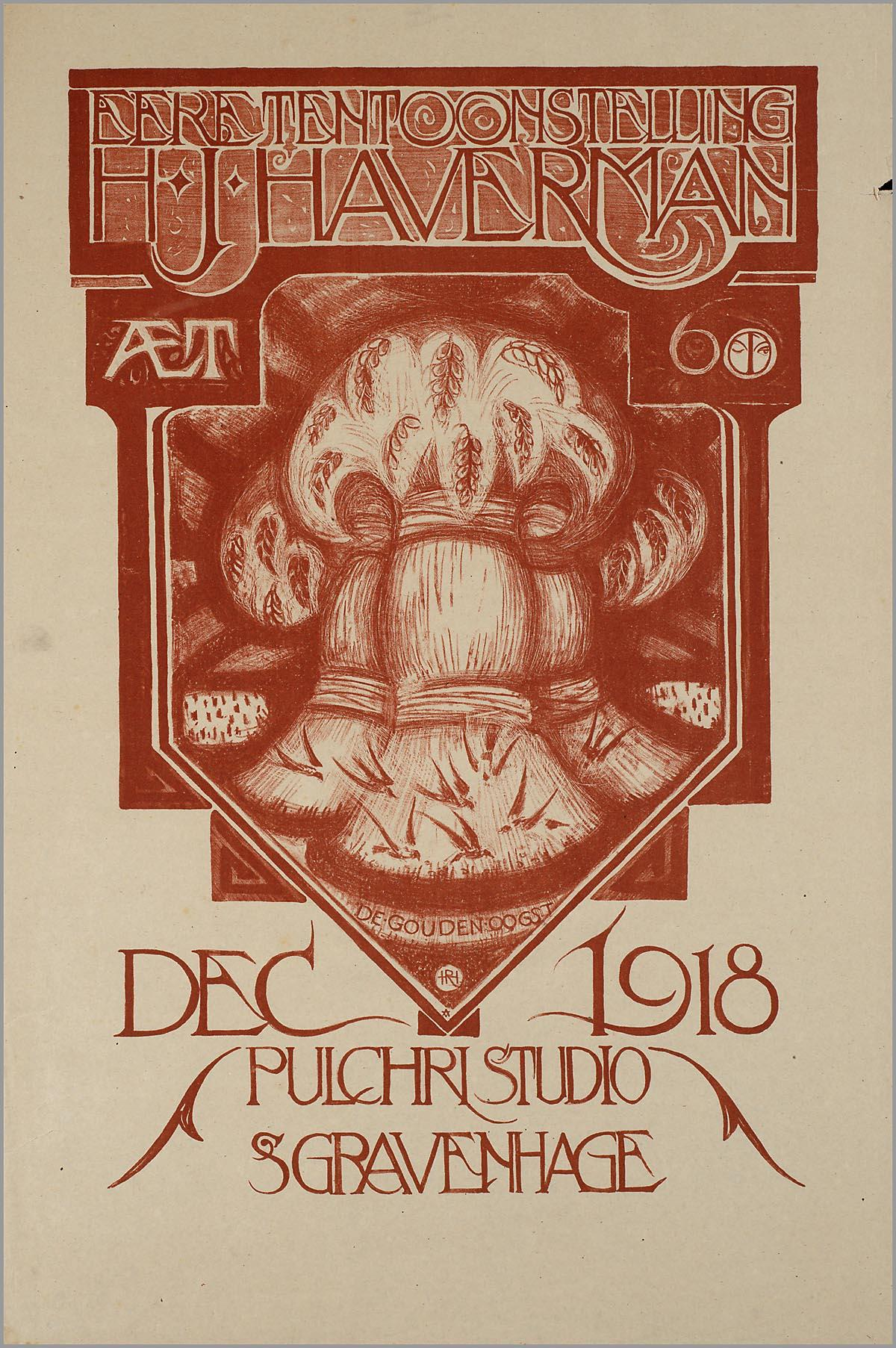
Affiche door Richard Roland Holst, 1918